# Бенджамін Семюель Вільямс

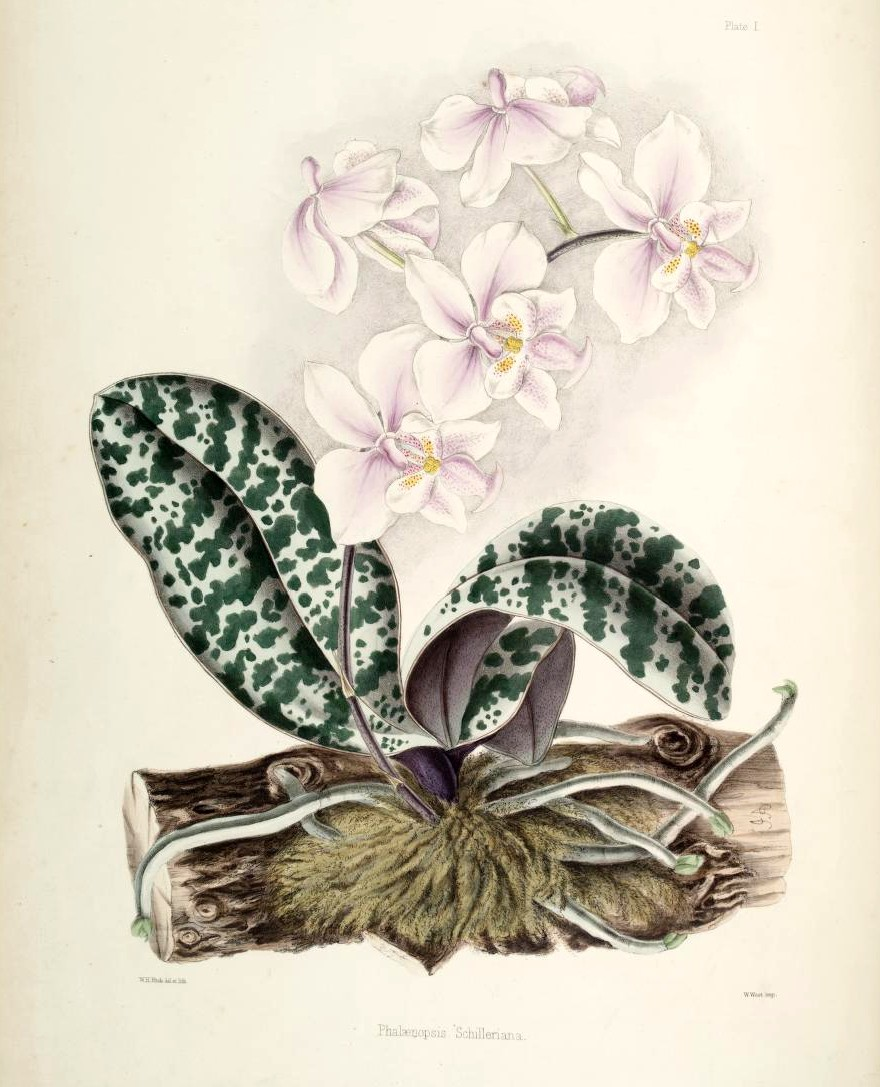
Phalaenopsis schilleriana. Ботанічна ілюстрація із наукової роботи Select orchidaceous plants

Бенджамін Семюель Вільямс (англ. Benjamin Samuel Williams; 2 березня 1824 — 24 червня 1890) — англійський ботанік, один з передових людей свого часу в сфері культивування орхідей.

## Біографія
Бенджамін Семюель Вільямс народився в графстві Гартфордшир в Англії 2 березня 1824 року.
Завдяки своєму таланту та енергії він здобув репутацію одного з передових людей свого часу в сфері культивування орхідей.
Вільямс був постійним учасником на всіх основних виставках рослин як в Лондоні, Манчестері, так і в Сполучених Штатах. Він завоював численні призи та нагороди.
Бенджамін Семюель Вільямс помер 24 червня 1890 року.

## Наукова діяльність
Бенджамін Семюель Вільямс спеціалізувався на насіннєвих рослинах.

## Наукові роботи
- The Orchid Grower's Manual (London, 1871).
- Select orchidaceous plants [First series] by Robert Warner; the notes on culture by Benjamin S. Williams. Publication info: London: L. Reeve, 1862–1865[3].
- Select orchidaceous plants [Second series] by Robert Warner; the notes on culture by Benjamin S. Williams. Publication info: London: L. Reeve, 1865–1875[3].
- The Orchid Album[4] (London, 1882–1897).